# Sebastião Fernandes Tourinho
Sebastião Fernandes Tourinho fue bandeirante brasileño. Con Francisco Bruza de Espinosa u Martim de Carvalho, fue uno de los primeros exploradores en recorrer las tierras actualmente a pertenecientes al estado de Minas Gerais.
Como lo detalla el pintor y grabador alemán Johann Moritz Rugendas en su obra "Viaje pintoresco a través de Brasil" (1835), "Sebastião Fernandes Tourinho fue el primer portugués que, partiendo de la costa, penetró al interior del país. Partiendo de Porto Seguro en 1573, ascendió por el río Doce hasta las proximidades de Vila Rica... ".